# Эфиопская империя
Эфио́пская импе́рия (амх. የኢትዮጵያ ንጉሠ ነገሥት መንግሥተ; также Абисси́ния) — суверенное монархическое государство, в конце своего существования объединявшее территории современных Эфиопии и Эритреи. Название Абиссиния происходит от латинизированного арабского названия Эфиопии (араб. حبش‎ — Габеш) в современном значении.

## История

### ДааматиАксумское царство

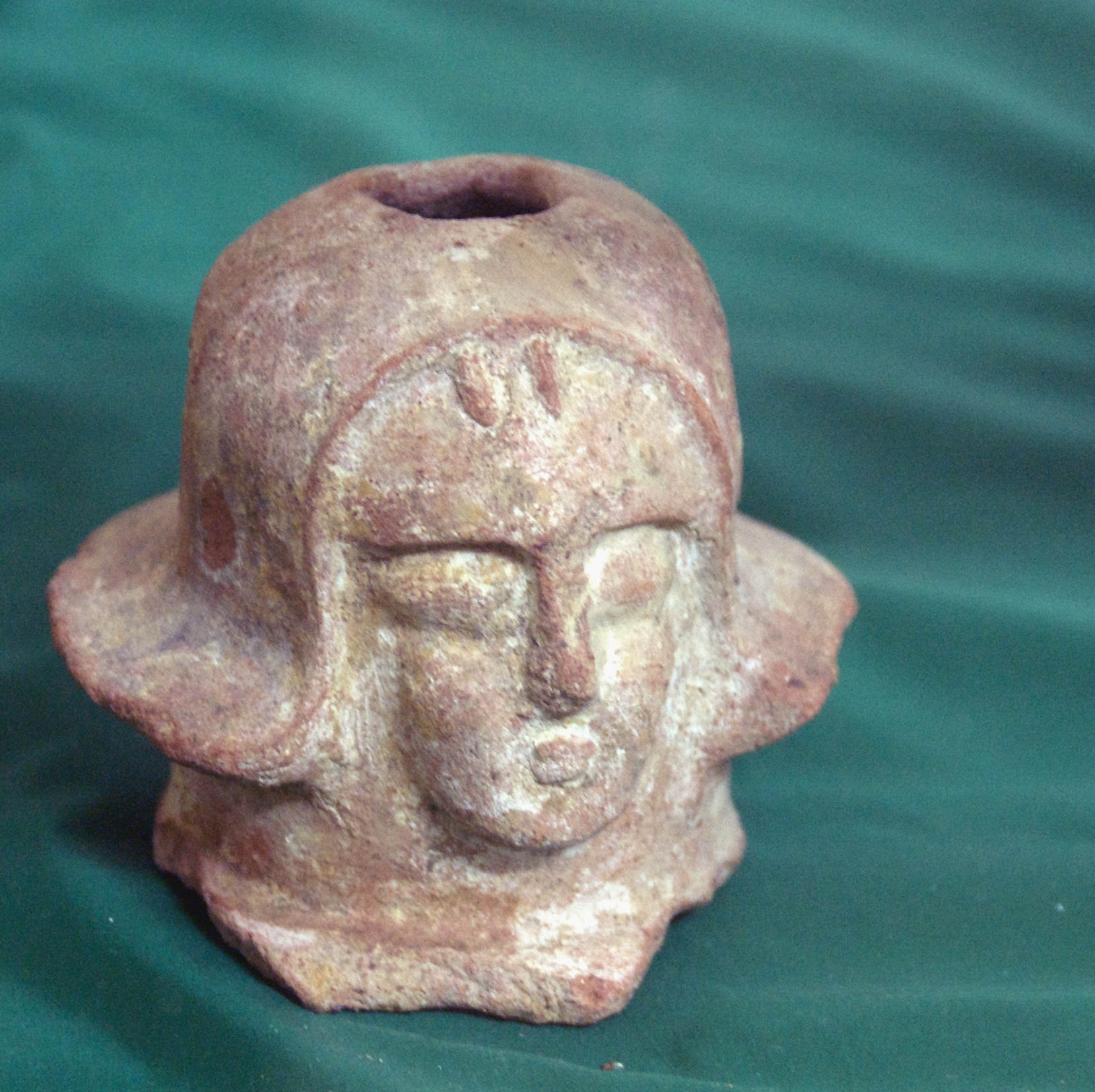
Аксумский кувшин

В 980-х годах до н.э. территории Эфиопии были известны древним египтянам под названием Пунт. Согласно книге Кебра Негаст, Эфиопская империя была основана Менеликом I в X веке до н.э. В IV веке при короле Эзане империя приняла христианство в качестве государственной религии, став одним из первых христианских государств в мире.
После завоевания Аксума царицей Юдит начался период, который некоторые ученые называют эфиопскими тёмными веками. Согласно эфиопским преданиям, она правила остатками Аксумской империи в течение 40 лет, прежде чем передать корону своим потомкам. В 1063 году н.э. династия Махзуми описала смерть аксумской царицы Юдит.

### Династии Махзуми и Загве
Царица Юдит была сменена династией Махзуми, основавшей первое исламское государство в Эфиопии. Ещё одна династия, Загве, возникла недалеко от современной Лалибэлы в горах Ласта. Загве исповедовывали православие и построили множество высеченных в скале церквей, таких как церковь Святого Георгия в Лалибэле. Династия просуществовала до тех пор, пока не была свергнута новым режимом, объявившим себя потомками прежних аксумских царей.

### Соломонова династия и султанат Йифат
В 1270 году династия Загве была свергнута мятежником по имени Йэкуно Амлак, заявившим о своем происхождении от аксумских царей и, следовательно, от Соломона. Йэкуно Амлак смог получить масштабную помощь от султаната Шева. В результате была основана Соломонова династия. В 1279 году Дил Марра, султан Шева, был свергнут и обратился к Екуно Амлаку с просьбой восстановить его правление. В результате Йэкуно Алмак помог Дил Марру ненадолго вернуться к власти, после чего провинция Йифат вторглась в Шеву и создала султанат Йифат. В XIV веке эфиопский император Амдэ-Цыйон I совершил вторжение в Йифат, фактически лишив его статуса региональной державы.

### Вторжение султаната Адаль
В 1529 году султанат Адаль во главе с Ахмадом ибн Ибрагимом аль-Гази вторгся в Эфиопскую империю в ходе эфиопско-адальской войны. Оккупация Адаля длилась четырнадцать лет. Во время конфликта султанат Адаль использовал пушки, предоставленные Османской империей. После войны Адаль аннексировал Эфиопию, объединив ее с территориями современной Сомали. В 1543 году с помощью Португальской империи власть Соломоновой династии была восстановлена.

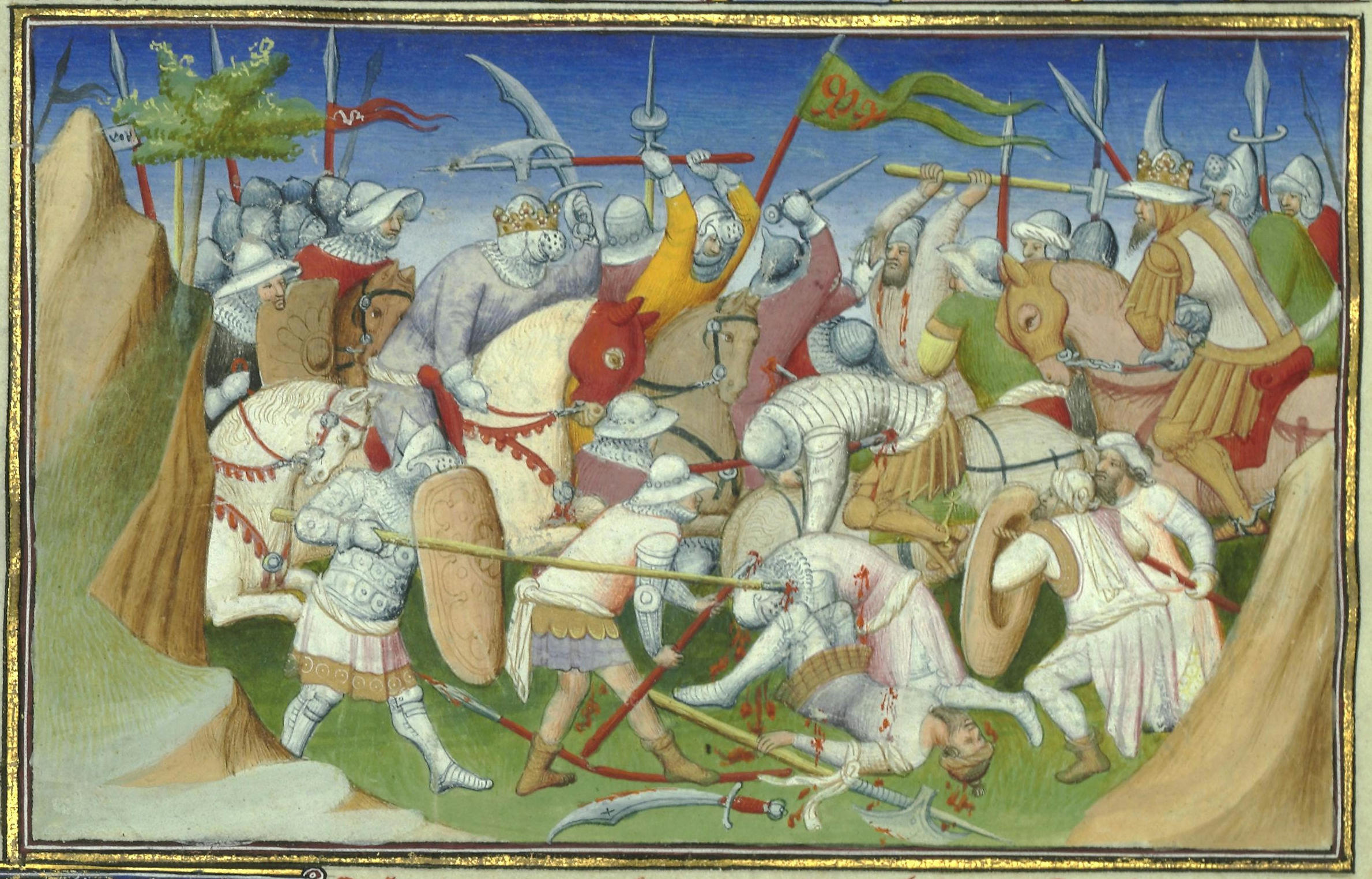
Абиссинский император Ягбеа-Сион и его войско (слева) воюющее с султаном Адаля и его войском (Le Livre des Merveilles, XV век)

### Раннее Новое время
В 1543 году император Клавдий победил армии Ахмада ибн Ибрагима аль-Гази, а сам Ахмад был убит в битве при Вайна Дага, недалеко от Вегеры. Эта победа позволила империи постепенно отвоевать Эфиопское нагорье. В 1559 году Клавдий был убит при попытке вторжения в султанат Адаль, после чего его отрубленная голова была выставлена напоказ в столице Адаля Хараре.

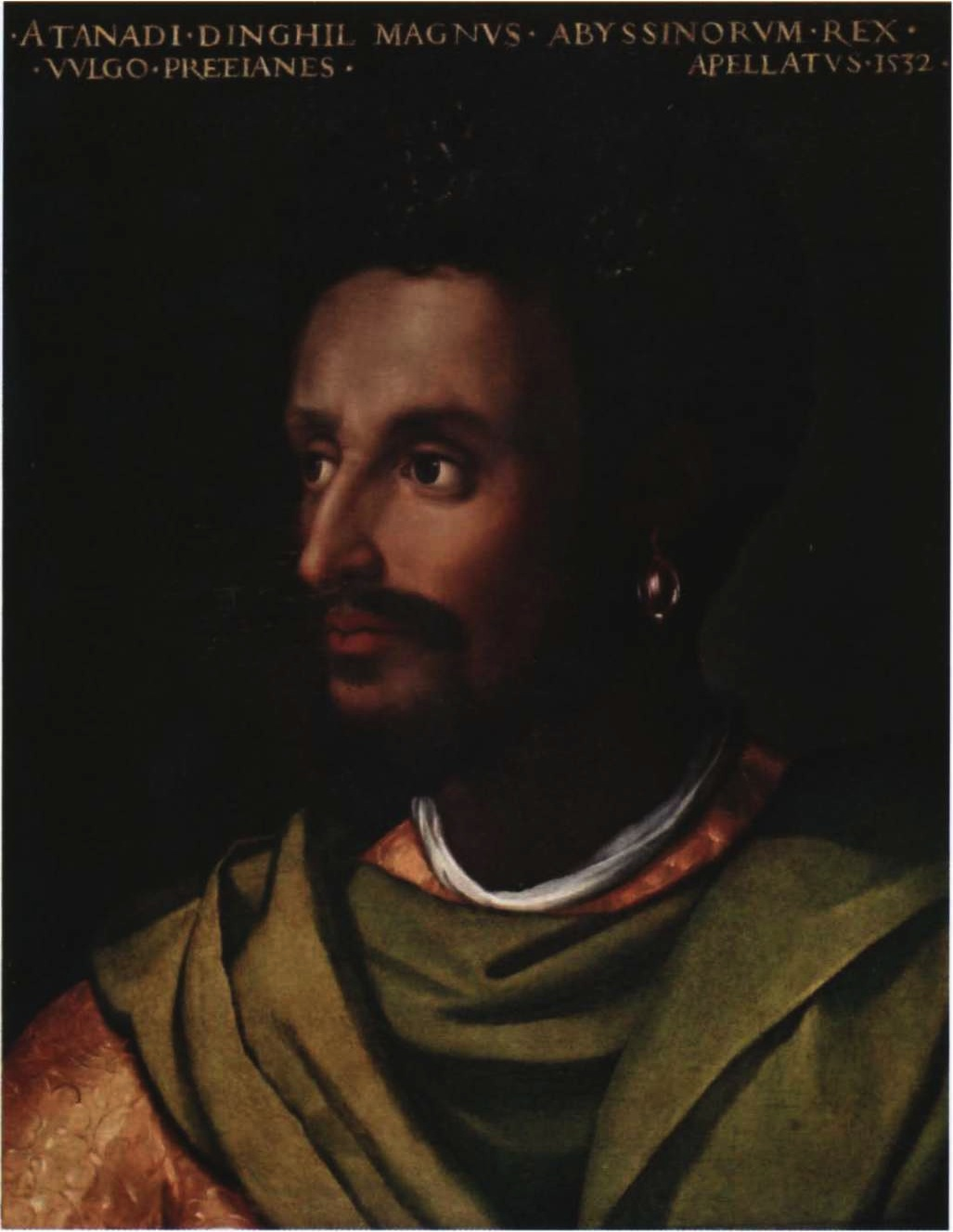
Давид II, император Эфиопии и член Соломоновой династии

В 1557 году Османская империя предприняла попытку завоевать Эфиопию, завоевав главный порт империи Массауа и Суакин, принадлежавший союзному султанату Фундж, располагавшемуся на территории нынешнего Судана. В 1573 году попытку вторжения в Эфиопию осуществил султанат Харар, однако Сарса Денгел успешно отбил атаку.
В 1589 году император Сарса Денгеля победил Османскую империю, разграбив Аркико. Афарский султанат осуществлял поддержку оставшегося эфиопского порта на берегу Красного моря в Байлуле. 
В тот же период происходила массовая миграция народа оромо из юго-восточных провинций империи, что было засвидетельствовано монахом Аббой Бахрей из области Гамо. Впоследствии организация империи постепенно менялась, и далекие провинции становились все более независимыми. Провинция Бейл оказалась последней известной провинцией, платившей дань императору. Это происходило во время правления Якоба (1590–1607).
В 1607 году к власти пришел Сусениос I. Во время своего правления он распространял католичество среди местных племён, что привело к крупной гражданской войне. Позднее Сусениос I объявил свободу вероисповедания по совету своего сына Фасилидеса I. 

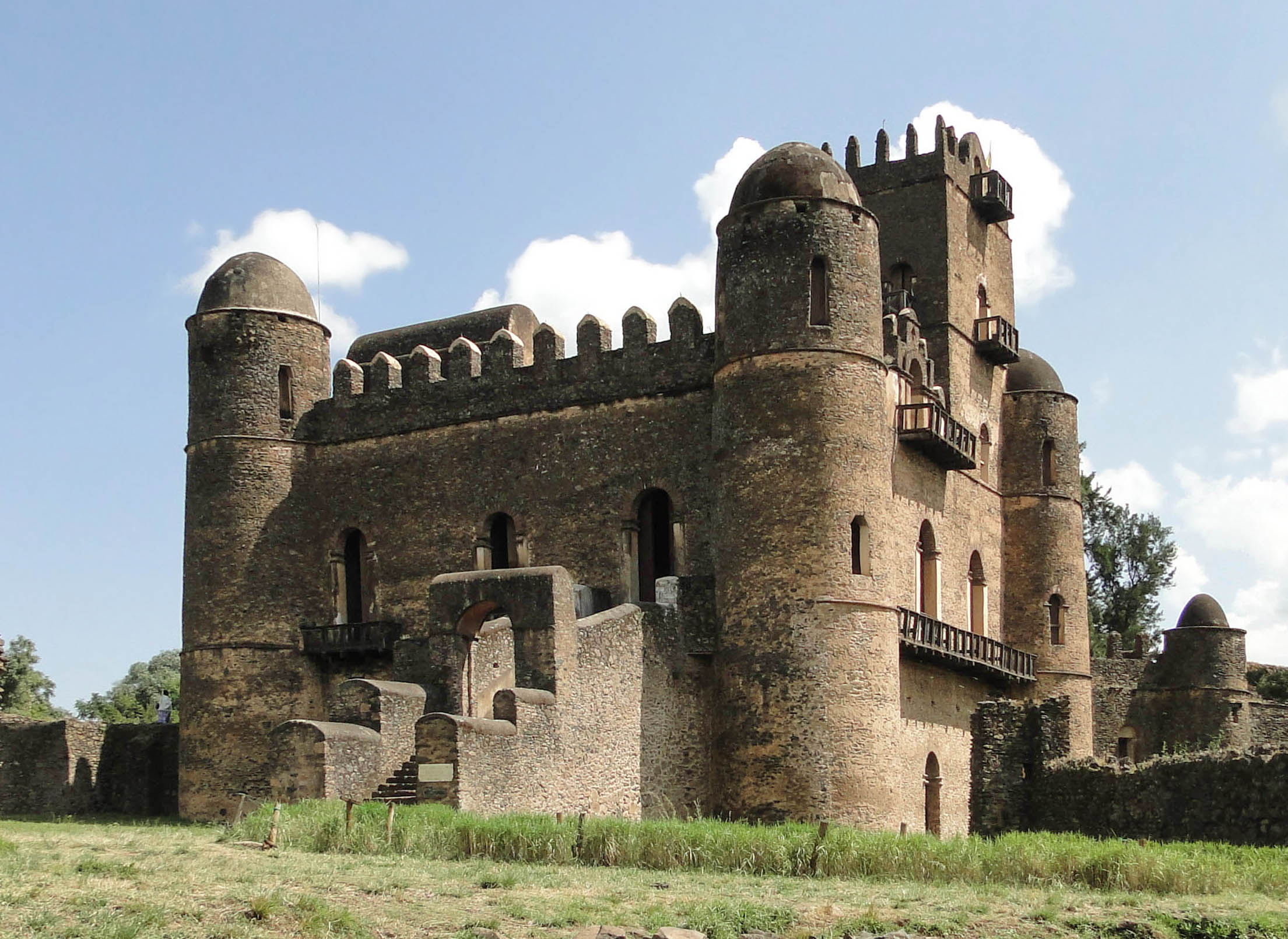
Дворец Фасилидеса

Правление Иясу I Великого (1682–1706) было периодом усиления империи. Помимо этого были отправлены посольства во Францию и в голландскую Индию. Во время правления Иясу II (1730-1755 гг.) империя объявила войну  султанату Сеннар, во время которой император был вынужден отступить после поражения рядом с рекой Сетит. Иясу II также присвоил себе титул кантибая Хабаба (северная Эритрея), получив феодальную присягу от новой династии.
В 1755 году кланы Валло и Йеджу пришли к власти вместе с императором Иоасом I. Они будут одной из основных фракций, борющихся за власть во время последовавшего за этим эпохи князей, начавшейся в 1769 году, после убийства Иоаса I.
Период раннего Нового времени был периодом интенсивного культурного и художественного творчества. В 1636 году столицей стал Гондэр, после чего в нём и его окрестностях было построено несколько укрепленных замков.

### Эпоха князей

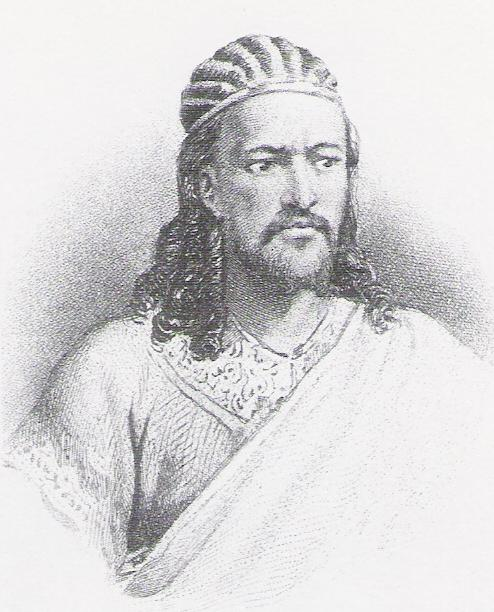
Император Теодрос II, приход к власти которого принято считать завершением эпохи князей.

С 1769 по 1855 год Эфиопская империя пережила период, известный как эпоха князей. Это был период многочисленных конфликтов между различными феодалами и императором, обладавшим лишь ограниченной властью и контролировавшим только столицу и её окрестности. В эпоху князей остановилось развитие общества и культуры, а также происходили религиозные конфликты как внутри Эфиопской православной церкви, так и между православными и мусульманами. Эпоха князей закончилась с приходом к власти императора Теодроса II.

### Правление Теодроса II и колониальный раздел Африки
В 1868 году, после заключения в тюрьму нескольких миссионеров и представителей британского правительства, британцы участвовали в карательной экспедиции в Абиссинию. Эта кампания увенчалась успехом для Британии, и эфиопский император покончил жизнь самоубийством.
С 1874 по 1876 год империя под руководством Йоханнеса IV выиграла эфиопско-египетскую войну, решительно разгромив силы вторжения в битве при Гундете в провинции Хамасиен. В 1887 году Менелик, король Шоа, вторгся в эмират Харар после своей победы в битве при Челенко.
В 1880-е годы происходил колониальный раздел Африки. Италия вторглась в Эфиопию и после успешного завоевания некоторых прибрежных регионов навязала Уччальский договор, создав колонию Эритрея.

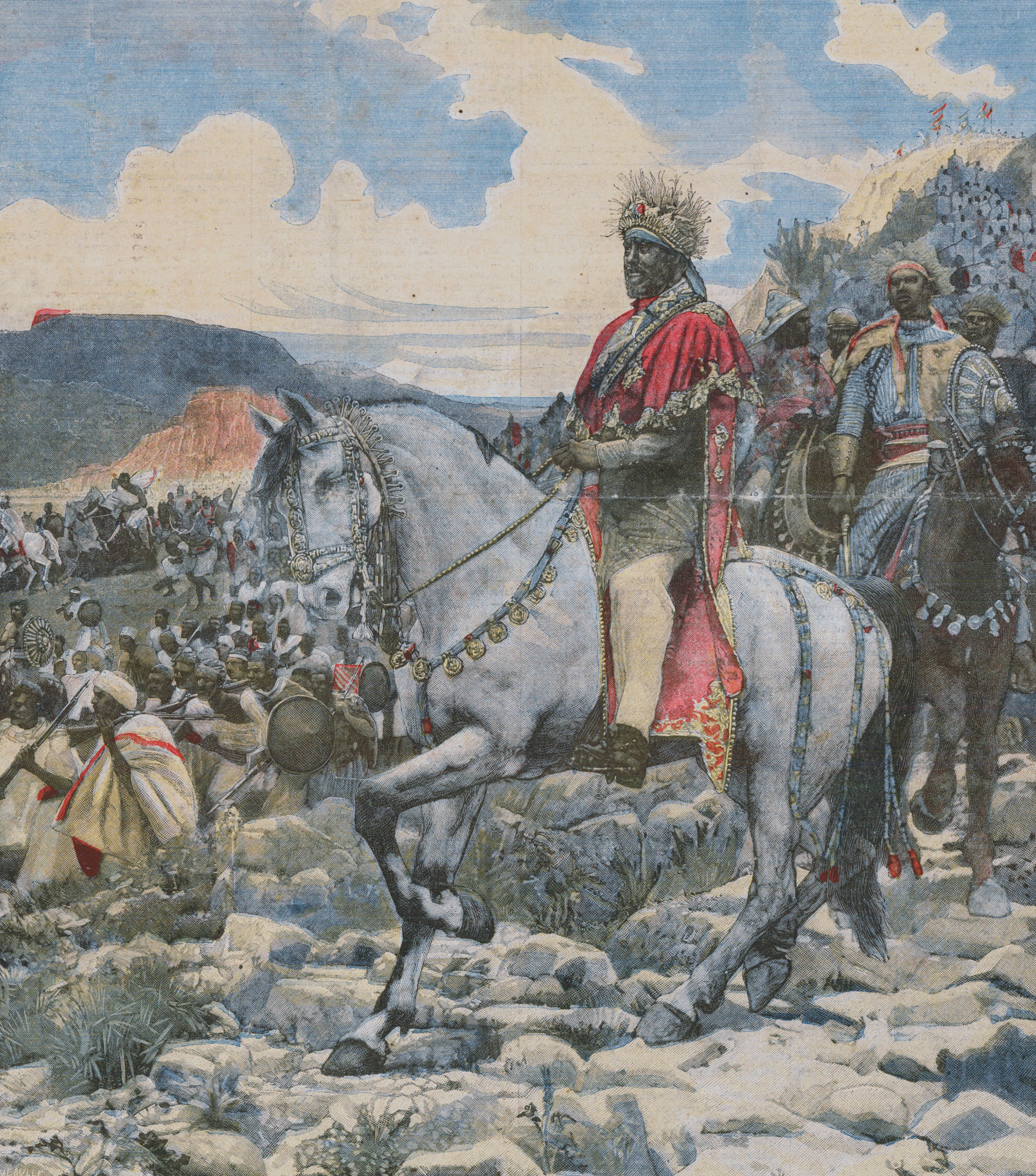
Менелик II наблюдает за сражением при Адуа против итальянских захватчиков в 1896 году. Le Petit Journal, 1898 год.

Из-за значительных различий между итальянским и эфиопскими переводами договора Италия считала, что они получили власть над Эфиопией. В 1893 году Эфиопия отказалась от договора, в результате чего Италия объявила войну Эфиопии в 1895 году. Первая итало-эфиопская война завершилась в 1896 году битвой при Адya, в которой Италия потерпела сокрушительное поражение, поскольку эфиопы обладали численным превосходством, лучшим вооружением и поддержкой России и Франции. В результате в октябре был подписан Аддис-Абебский договор, который строго очертил границы Эритреи и вынудил Италию признать независимость Эфиопии. 
Начиная с 1890-х годов, во время правления императора Менелика II, силы империи отправились из центральной провинции Шоа, чтобы завоевать земли к западу, востоку и югу от Эфиопии. В результате были присоединены западное Оромо, Сидама, Гураге, Волайта и Дизи.
Вскоре в столицу Эфиопии прибыли делегации из Великобритании и Франции - стран, колониальные владения которых располагались рядом с Эфиопией. Целью их визита было заключение договоров с империей.

### Итальянское вторжение и Вторая мировая война

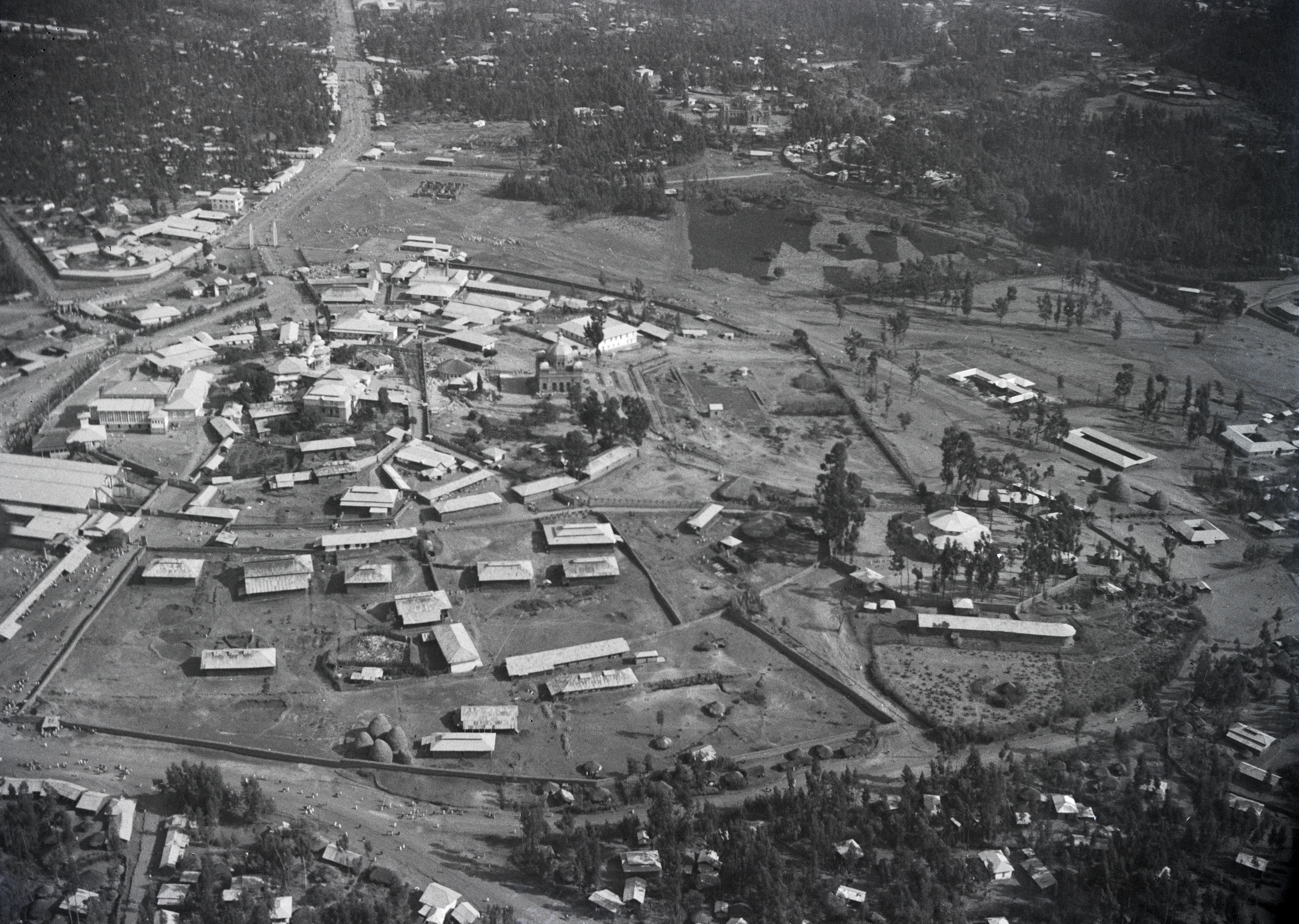
Императорский дворец, 1934 год

В 1935 году итальянские войска под командованием маршала Эмилио де Боно вторглись в Эфиопию в ходе так называемой Второй итало-эфиопской войны. Война длилась семь месяцев, прежде чем Италия благодаря подавляющему техническому перевесу смогла одержать победу. Эфиопская империя была включена в итальянскую колонию в Восточной Африке. Вторжение было осуждено Лигой Наций, хотя для прекращения военных действий было сделано немногое.
Во время конфликта как эфиопские, так и итальянские войска совершали военные преступления. 
Известно, что эфиопские войска использовали в нарушение Гаагских конвенций экспансивные пули и изувечивали захваченных солдат (часто с кастрацией). 
Итальянские войска использовали химическое оружие, игнорируя Женевский протокол, который они подписали семь лет назад: итальянские военные сбрасывали бомбы с горчичным газом, а также распыляли его с самолетов и разбрасывали в порошкообразной форме по земле. Сообщалось о 150 тыс. пострадавших от химического оружия, в основном из-за горчичного газа.
После войны Италия аннексировала Эфиопию, объединив ее с другими итальянскими колониями в Восточной Африке, чтобы сформировать новую колонию итальянской Восточной Африки, а итальянский король Виктор Эммануил III принял титул «Император Абиссинии».
10 июня 1940 года Италия объявила войну Великобритании и Франции, поскольку Франция в то время находилась в процессе завоевания Германией, а Бенито Муссолини хотел расширить колониальные владения Италии. 
В августе 1940 итальянцы завоевали британский Сомали. Для сплочения сопротивления император Хайле Селассие вернулся в Эфиопию из Англии. 

В январе 1941 года британцы начали свое собственное вторжение, совместно с эфиопскими борцами за свободу. В ноябре 1941 последние организованные итальянские силы сдались, что положило конец итальянскому правлению в Восточной Африке.

### Падение монархии

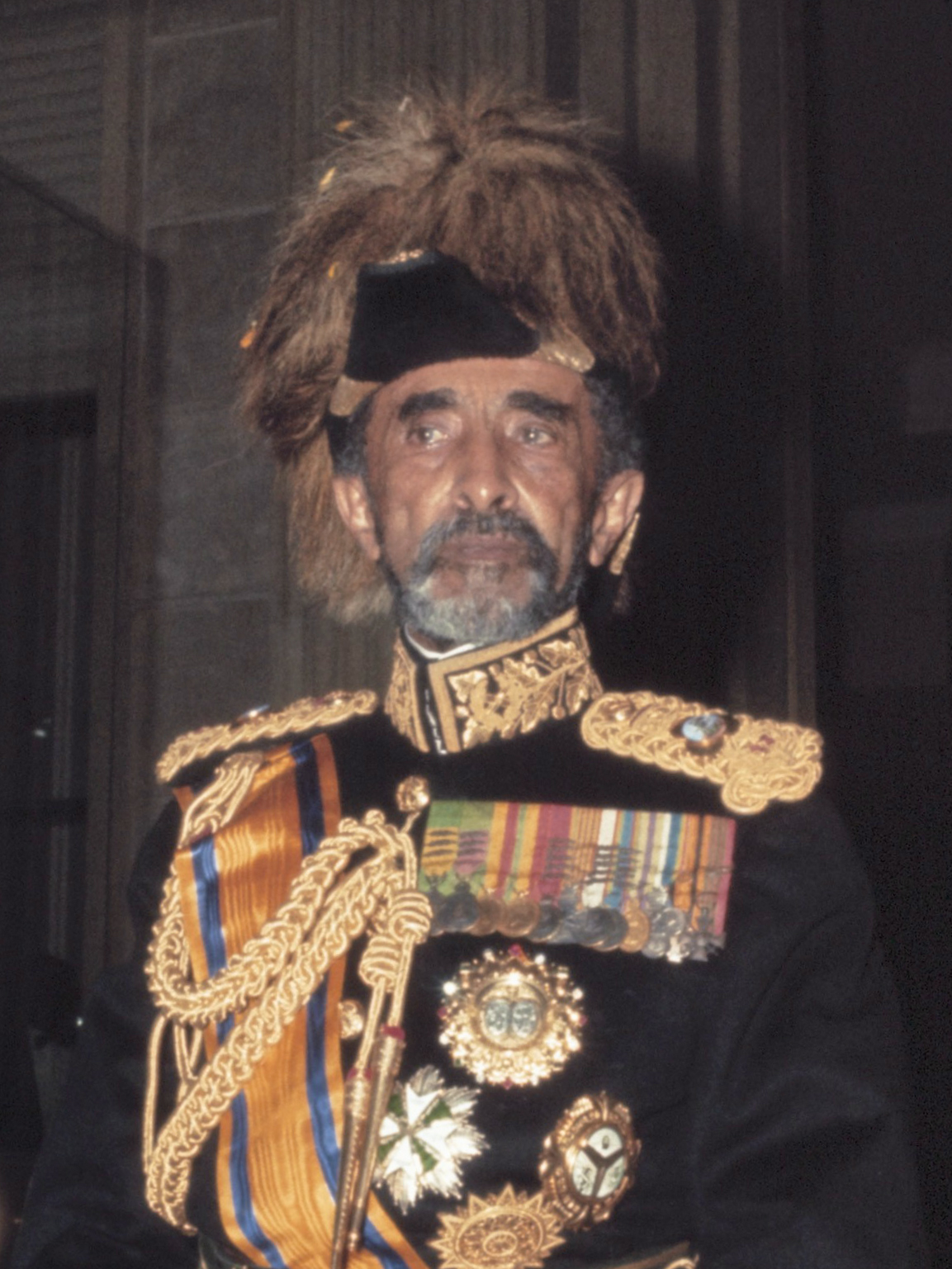
Хайле Селассие, последний император Эфиопской империи

В 1974 году просоветская марксистско-ленинская военная хунта «Дерг», возглавляемая Менгисту Хайле Мариамом, свергла Хайле Селассие, создав социалистическую республику. Хайле Селассие был заключен в тюрьму и умер при невыясненных обстоятельствах. Ходили слухи, что его задушили подушкой, пропитанной эфиром.